# Klemens Kaczorowski
Klemens Kaczorowski (ur. 10 listopada 1887 w Maszewie, zm. 19 czerwca 1942 w Auschwitz-Birkenau) – polski rolnik, działacz społeczny i samorządowy, poseł na Sejm IV (1935–1938) i V (1938–1939) kadencji w II RP.

## Życiorys
Rolnik w Brwilnie Górnym k. Płocka. W 1905 roku założył na terenie parafii Brwilno nielegalne Koło Młodzieży Wiejskiej, organizujące m.in. przedstawienia teatralne i uroczystości patriotyczne. Był współorganizatorem kółka rolniczego, kasy spółdzielczej, biblioteki i ochotniczej straży pożarnej w Brwilnie. W dwudziestoleciu międzywojennym był członkiem Zarządu Gminy, Rady Gromadzkiej i Wydziału Powiatowego. Od 1935 roku był prezesem Okręgowego TOKR w Płocku i ławnikiem Sądu Pokoju w Płocku oraz współzałożycielem Spółdzielni „Rolnik”. Od 1937 roku był przewodniczącym obwodu OZN. 
W wyborach parlamentarnych w 1935 roku został wybrany posłem na Sejm IV kadencji (1935–1938) 26 391 głosami z okręgu nr 12, obejmującego powiaty: płocki, płoński i gostyniński. W kadencji tej pracował w komisjach: zdrowia publicznego i opieki społecznej.
W wyborach parlamentarnych w 1938 roku został wybrany posłem na Sejm V kadencji (1938–1939) z tego samego okręgu (nr 12). W kadencji tej pracował w komisji pracy.
W okresie okupacji niemieckiej został aresztowany przez Niemców 7 kwietnia 1940 roku, wywieziony do obozu koncentracyjnego w Dachau, w kwietniu 1942 roku został przewieziony do obozu koncentracyjnego w Auschwitz-Birkenau, gdzie został rozstrzelany na dziedzińcu 11. bloku pod Ścianą Straceń. Miał numer obozowy 6940.

## Ordery i odznaczenia
- Złoty Krzyż Zasługi (11 kwietnia 1939)[3]
- Brązowy Krzyż Zasługi (11 listopada 1935)[4]

## Upamiętnienie
Na cmentarzu parafialnym w Brwilnie Górnym znajduje się jego symboliczny grób, przy kościele parafialnym tamże znajduje się poświęcona m.in. jemu tablica pamiątkowa.

## Życie rodzinne
Miał syna Antoniego.